# Haliclona sarai
Haliclona sarai är en svampdjursart som först beskrevs av Gustavo Pulitzer-Finali 1969.  Haliclona sarai ingår i släktet Haliclona och familjen Chalinidae.
Artens utbredningsområde är Adriatiska havet. Inga underarter finns listade i Catalogue of Life.